# Список объектов всемирного наследия ЮНЕСКО в Ираке
В списке объектов всемирного наследия ЮНЕСКО в Ираке значится 6 наименований, что составляет около 0,4 % от общего числа (1248 на 2025 год). 5 объектов включены по культурным критериям и 1 — по смешанным критериям. Кроме этого, 11 объектов на территории Ирака находятся в числе кандидатов на включение в список всемирного наследия. Ирак принял Конвенцию об охране всемирного культурного и природного наследия 5 марта 1974 года. Руины Хатры и Нимруда были сильно повреждены боевиками ИГ в марте 2015 года.

## Список
В данной таблице объекты расположены в порядке их добавления в список всемирного наследия ЮНЕСКО.
| # | Изображение | Название                                                                    | Местоположение          | Время создания         | Год внесения в список | №      | Критерии        |
| - | ----------- | --------------------------------------------------------------------------- | ----------------------- | ---------------------- | --------------------- | ------ | --------------- |
| 1 |             | Хатра مدينة الحضر                                                           | Провинция: Найнава      | III век до н. э.       | 1985                  | № 277  | ii, iii, iv, vi |
| 2 |             | Ашшур                                                                       | Провинция: Салах-эд-Дин | IX век до н. э.        | 2003                  | № 1130 | iii, iv         |
| 3 |             | Самарра                                                                     | Провинция: Салах-эд-Дин | V тысячелетие до н. э. | 2007                  | № 276  | ii, iii, iv     |
| 4 |             | Цитадель Эрбиль                                                             | Провинция: Эль-Амара    | V век до н. э.         | 2014                  | № 1437 | iv              |
| 5 |             | Месопотамские болота и руины древних городов Месопотамии (Ур, Урук и Эриду) | Провинция: Эль-Амара    | V век до н. э.         | 2016                  | 1481   | iii, v, ix, x   |
| 6 |             | Вавилон                                                                     | Провинция: Бабиль       | XXIII век до н. э.     | 2019                  | № 278  | iii, vi         |

## Кандидаты в список
В таблице объекты расположены в порядке их добавления в предварительный список. В данном списке указаны объекты, предложенные правительством Ирака в качестве кандидатов на занесение в список всемирного наследия.
| #  | Изображение | Название                                                                                         | Местоположение         | Время создания           | Год внесения в список | №      |
| -- | ----------- | ------------------------------------------------------------------------------------------------ | ---------------------- | ------------------------ | --------------------- | ------ |
| 1  |             | Нимруд                                                                                           | Провинция: Найнава     | XIII век до н. э.        | 2000                  | № 1463 |
| 2  |             | Ниневия                                                                                          | Провинция: Найнава     | VI век до н. э.          | 2000                  | № 1465 |
| 3  |             | Крепость Ухайдир                                                                                 | Провинция: Васит       | 775 н. э.                | 2000                  | № 1467 |
| 4  |             | Васит                                                                                            | Провинция: Васит       | VII век до н. э.         | 2000                  | № 1462 |
| 5  |             | Тхилкифл                                                                                         | Провинция: Бабиль      | 1316 н. э.               | 2010                  | № 5497 |
| 6  |             | Кладбище Вади ас-Салам                                                                           | Провинция: Наджаф      |                          | 2011                  | № 5578 |
| 7  |             | Город Эль-Амадия                                                                                 | Провинция: Дахук       | IX век до н. э.          | 2011                  | № 5601 |
| 8  |             | Исторические памятники района Аль-Русафа в Багдаде от медресе аль-Мустансира до дворца Аббасидов | Город: Багдад          | С VIII века              | 2014                  | № 5880 |
| 9  |             | Поселение эпохи неолита Бестансур                                                                | Провинция: Сулеймания  | 7700 — 7100 лет до н. э. | 2017                  | № 6172 |
| 10 |             | Ниппур                                                                                           | Провинция: Аль-Кадисия | Около 5000 лет до н. э.  | 2017                  | № 6173 |
| 11 |             | Старый город в Мосуле                                                                            | Провинция: Найнава     |                          | 2018                  | № 6355 |
| 12 |             | Храм Лалеш                                                                                       | Провинция: Найнава     |                          | 2020                  | № 6467 |
| 13 |             | Киркукская цитадель                                                                              | Провинция: Киркук      | С IX века до н. э.       | 2021                  | № 6522 |